# Midiatização
A midiatização (ou mediação), é um processo pelo qual os meios de comunicação de massa influenciam outros setores da sociedade, incluindo política, negócios, cultura, entretenimento, esporte, religião ou educação. A midiatização é muitas vezes entendida como um processo de mudança ou uma tendência, semelhante à globalização e modernização, onde os meios de comunicação de massa estão cada vez mais integrados a outros setores da sociedade. Atores políticos, formadores de opinião, organizações empresariais, organizações da sociedade civil e outros têm que adequar sua forma de comunicação para uma forma que atenda às necessidades e preferências dos meios de comunicação de massa – a chamada lógica midiática. Qualquer pessoa ou organização que deseja divulgar suas mensagens para um público maior deve adaptar suas mensagens e estilo de comunicação para torná-los atraentes para os meios de comunicação de massa.
Os meios de comunicação exercem grande influência não apenas na opinião pública, mas também na estrutura e nos processos de comunicação política, na tomada de decisão política e no processo democrático. Esta influência não segue mão única. Embora a mídia de massa tenha uma profunda influência sobre o governo e os atores políticos, os políticos também estão influenciando a mídia por meio de regulamentação, negociação, acesso seletivo à informação, etc.
O conceito de midiatização ainda está em desenvolvimento e não há uma definição consensual do termo. Principalmente com abordagens diferentes entre a Europa e a América do Sul. Alguns teóricos rejeitam definições e operacionalizações precisas da midiatização, temendo que reduzam a complexidade do conceito e dos fenômenos a que ele se refere, enquanto outros preferem uma teoria clara que possa ser testada, refinada ou potencialmente refutada.
O conceito de midiatização é visto não como uma teoria isolada, mas como um arcabouço que detém o potencial de integrar diferentes vertentes teóricas, vinculando processos e fenômenos de nível micro com processos e fenômenos de nível meso e macro, contribuindo assim para uma compreensão mais ampla do papel da mídia na transformação das sociedades modernas.
O processo de midiatização foi moldado por um desenvolvimento tecnológico de jornais para rádio, televisão, internet e mídias sociais interativas. Outras influências importantes incluem mudanças na organização e nas condições econômicas da mídia, como uma importância crescente da mídia independente voltada para o mercado e uma influência decrescente da mídia patrocinada pelo Estado, do serviço público e partidária.
A crescente influência das forças do mercado econômico é normalmente vista em tendências como tabloidização e banalização, enquanto as reportagens e a cobertura política são frequentemente reduzidas a slogans, frases de efeito, giros, reportagens sobre corridas de cavalos, escândalos de celebridades, populismo e infoentretenimento.
Os teóricos distinguiram três escolas teóricas de midiatização: Instucionalista; Sócio-construtivista; Materialista.